# بارکر ۷۸۶۸
سیارک ۷۸۶۸ (به انگلیسی: 7868 Barker، نامگذاری:1984UX2) هفت هزار و هشتصد و شصت و هشتمین سیارک کشف شده‌است که در ۲۶ اکتبر ۱۹۸۴ کشف شد.
قدر مطلق سیارک برابر ۱۲٫۸۰ است.